# بالچاک
بالچاک (به صربی: Balčak) یک روستا در صربستان است که در پروکوپلیه واقع شده‌است. بالچاک ۲۶ نفر جمعیت دارد.